# Benzú
Benzú is een dorp in het gebied van de Spaanse autonome stad Ceuta.
Het dorp is zeer dicht bij de Marokkaanse grens gelegen in het noordelijkste deel van de exclave en heeft ongeveer 1100 inwoners. Benzú ligt op ongeveer 7 kilometer van Ceuta en er zijn enkele archeologische vondsten gedaan.